# Zápas o titul mistryně světa v šachu 1958
Čtvrtý zápas o titul mistryně světa v šachu a druhý po 2. světové válce byl zároveň prvním odvetným zápasem mistryně světa v ženském šachu. Zápas se uskutečnil od 4. února do 12. března roku 1958 v Moskvě v Sovětském svazu. Mistryně světa Olga Rubcovová se střetla se svou předchůdkyní Jelizavetou Bykovovou. Hlavním rozhodčím byl E. Heilimö z Finska, sekundantem Rubcovové Abram Poljak a sekundantem Bykovové Jefim Kogan. Po šesti partiích vedla Rubcovová 4:2. Pak přišla ojedinělá série 6 výher v řadě v podání Bykovové a zápas zcela obrátila a dotáhla do vítězného konce. Zvítězila 8,5:5,5 a jako první žena se vrátila zpět po sesazení na šachový trůn. Ze 14 partií jen tři skončily remízou.

## Tabulka
| č. | Šachistka           | Země          | 1 | 2 | 3 | 4 | 5 | 6 | 7 | 8 | 9 | 10 | 11 | 12 | 13 | 14 |  | + | − | = | Body |
| -- | ------------------- | ------------- | - | - | - | - | - | - | - | - | - | -- | -- | -- | -- | -- |  | - | - | - | ---- |
| 1  | Olga Rubcovová      | Sovětský svaz | 1 | 0 | 1 | ½ | 1 | ½ | 0 | 0 | 0 | 0  | 0  | 0  | 1  | ½  |  | 4 | 7 | 3 | 5,5  |
| 2  | Jelizaveta Bykovová | Sovětský svaz | 0 | 1 | 0 | ½ | 0 | ½ | 1 | 1 | 1 | 1  | 1  | 1  | 0  | ½  |  | 7 | 4 | 3 | 8,5  |